# Banchus punkettai
Banchus punkettai là một loài tò vò trong họ Ichneumonidae.